# Petorrera de riu
La petorrera de riu, Erica erigena, és una espècie de bruc que viu en els penya-segats i brugueres d'Irlanda, sud-oest de França, la península Ibèrica (incloent el País Valencià) i Tànger.

## Descripció
És un arbust aromàtic que fa fins a 75 cm d'alt amb les fulles de color rosa fosc que floreix a l'hivern i la primavera. Sembla que si apareix a Irlanda no seria per un cas de distribució disjunta sinó per haver-se escapat d'un jardí.
És una planta calcífuga. Com a planta ornamental n'hi ha nombrosos cultivars alguns dels quals han rebut un premi al mèrit en jardineria de la Royal Horticultural Society :
- E. erigena 'Irish Dusk'[4]
- E. erigena f. alba 'W.T. Rackliff'[5] (white-flowered)
- E. erigena f. aureifolia 'Golden Lady'[6] (golden leaved)

## Sinònims
- Erica carnea subsp. occidentalis Benth.
- Erica carnea var. occidentalis Benth.
- Erica erigena f. alba (Bean).C.McClint.
- Erica herbacea subsp. occidentalis (Benth.) Laínz
- Erica hibernica (Hook. & Arn.) Syme	basiònim
- Erica mediterranea var. alba Bean
- Erica mediterranea var. hibernica Hook. & Arn.
- Erica occidentalis (Benth.) Mateo & Figuerola
- Erica viridipurpurea L.
- Ericoides viridipurpureum (L.) Kuntze[7]